# Jules Guiguet
Jules Guiguet (1861 -1912) fue un ebanista y escultor en madera francés, nacido en la localidad de Corbelin.
Hermano del pintor François Guiguet, fue alumno en le Escuela de Bellas Artes de Lyon. Se distinguió al ganar el concurso de Arte y Decoración de la Cámara de Comercio en 1885. En 1890, constituyó su empresa de amueblamientos de Arte en Grenoble, con sede en la avenida Alsace-Lorraine. 
Escultor reconocido, a su mano se debe la decoración de la célebre repostería Pelloux-Prayer en Aix-les-Bains.